# Ново село (община Куманово)
Вижте пояснителната страница за други значения на Ново село.
Ново село (на македонска литературна норма: Ново Село; на албански: Novo Sella) е село в Северна Македония, в община Куманово.

## География
Селото е разположено в котловината Жеглигово в източните поли на Скопска Църна гора.

## История
В края на XIX век селото е помашко и се казва Помак кьой. Според статистиката на Васил Кънчов („Македония. Етнография и статистика“) от 1900 година Помак кьой е село в Кумановска каза на Османската империя населявано от 250 жители българи мохамедани.
След Междусъюзническата война в 1913 година селото влиза в границите на Сърбия.
На етническата си карта от 1927 година Леонард Шулце Йена показва Помаккьой (Pomakköj) като българско мохамеданско село.
В 1994 година жителите на селото са 316, от които 267 сърби и 49 северномакедонци. Според преброяването от 2002 година селото има 274 жители.
| Националност     | Всичко |
| северномакедонци | 70     |
| албанци          | 0      |
| турци            | 0      |
| роми             | 0      |
| власи            | 0      |
| сърби            | 204    |
| бошняци          | 0      |
| други            | 0      |

## Личности
Родени в Ново село
- Тасе Новоселец, български възрожденец, деец на Кумановската българска община[4]